# Горлівська вулиця (Київ)
Го́рлівська ву́лиця — вулиця в Дарницькому районі міста Києва, житловий масив Харківський. Пролягає від вулиці Юрія Литвинського до проспекту Миколи Бажана. 
Прилучаються вулиці Тростянецька, Брацлавська, Володимира Рибака, Архітектора Вербицького, Вірменська і Братів Чибінєєвих.

## Історія
Виникла в 1940-ві–50-ті роки, складалася з вулиць під назвами 42-га Нова та 1-го Травня. Сучасна назва — з 1953 року. Спершу проходила через село Шевченка і починалася поблизу Здолбунівської вулиці. 
Під час забудови Харківського житлового масиву значною мірою перебудована і скорочена. 

## Галерея

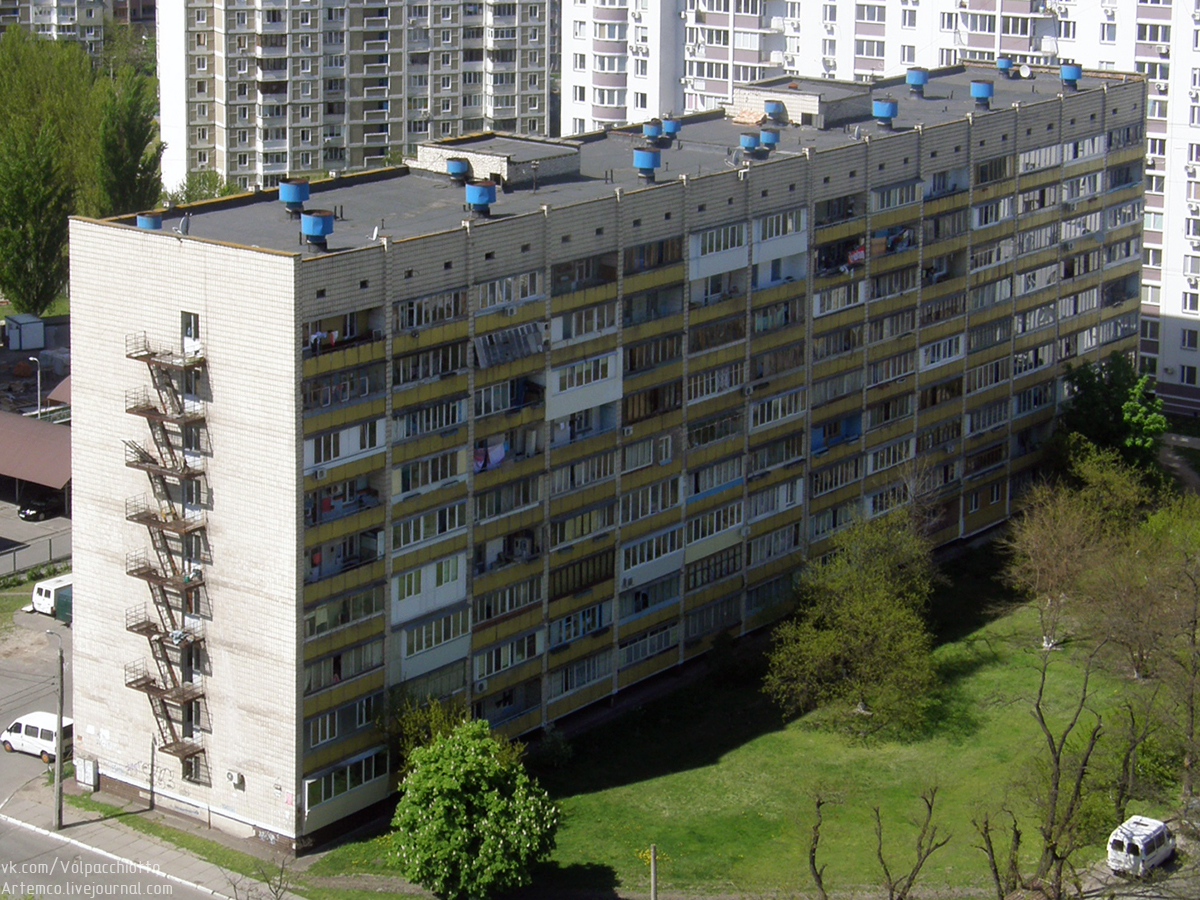
будинок № 38/40 серії ММ-650 1974 р.
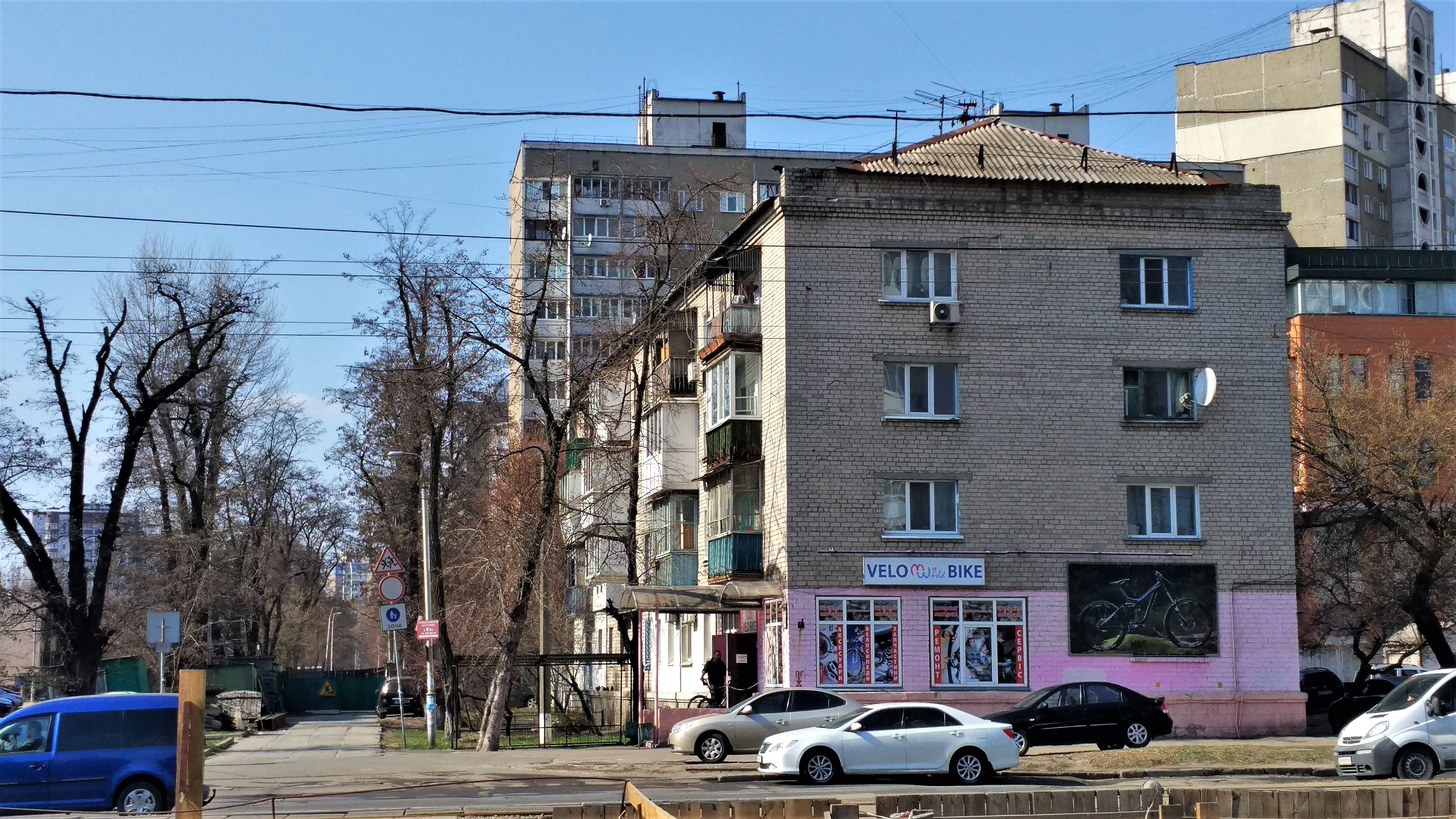
будинок № 77 проєкту 1-438-3 1965 р.